# Път към Сантяго
Пътят към Сантяго, или Ел Камино де Сантяго де Компостела (на испански: El Camino de Santiago; на галисийски: O Camiño de Santiago), е мрежа от поклоннически пътища към олтара на апостол Яков Зеведеев в катедралата „Свети Яков“ в град Сантяго де Компостела, Галисия, Испания, където според традицията са погребани останките на светеца.
Мнозина следват пътищата като форма на духовна пътека или избягване в търсене на душевно израстване. Също така те са популярни сред екскурзиантите и колоездачите. Представляват част от паметниците на световното културно и природно наследство на ЮНЕСКО. Общата дължина на пътищата в мрежата е около 1500 километра.
Векове наред поклонници изминават прочутия маршрут през Северна Испания, наричан Камино, до Сантяго де Компостела. Най-популярният маршрут на Ел Камино започва във Франция, изкачва Пиренеите и върви от изток на запад по тях през цяла Северна Испания, докато стигне до изящната и прочута катедрала „Сантяго де Компостела“, където се твърди, че са погребани останките на свети Яков Зеведеев. Самият път е около 800 километра, които се извървяват пеш от поклонници, вървели по този път от хилядолетия. Свещеният път може да се мине пеша, с велосипед или на кон. Камино е успешно преминат, ако са изминати 100 km пеша или 200 km с велосипед или на кон.
Шърли Маклейн изминава пътя и описва преживяванията си в книгата „Камино: пътуване на духа“.